# Milan (Ohio)
Milan is een plaats (village) in de Amerikaanse staat Ohio, en valt bestuurlijk gezien onder Erie County en Huron County.
Milan is de geboorteplaats van Thomas Edison. Er is een museum aan hem gewijd.

## Demografie
Bij de volkstelling in 2000 werd het aantal inwoners vastgesteld op 1445.
In 2006 is het aantal inwoners door het United States Census Bureau geschat op 1338, een daling van 107 (-7,4%).

## Geografie
Volgens het United States Census Bureau beslaat de plaats een oppervlakte van
3,0 km², geheel bestaande uit land. Milan ligt op ongeveer 198 m boven zeeniveau.

## Plaatsen in de nabije omgeving
De onderstaande figuur toont nabijgelegen plaatsen in een straal van 16 km rond Milan.

## Geboren
- Thomas Edison (1847-1931), uitvinder en oprichter van General Electric Company